# Хопкинс, Лайтнин
Ла́йтнин Хо́пкинс (англ. Lightnin' Hopkins, наст. имя Sam John Hopkins; 15 марта 1912 — 30 января 1982) — американский блюзовый гитарист, певец, автор-исполнитель. Жил в Хьюстоне, куда перебрался в погоне за мечтой из своего родного Сентервилла, штат Техас.  В 1980 году был принят в Зал славы блюза и всего двумя годами позже умер.
Музыковед Мак Маккормик считает Хопкинса «воплощением духа движения jazz and poetry („джаз и поэзия“) в его древней форме, когда у песни один создатель, чьи слова и музыка есть единое действо».
В 2003 году журнал «Роллинг стоун» поместил Хопкинса на 71 место своего списка 100 (ста) величайших гитаристов всех времён.

## Дискография
- См. «Lightnin' Hopkins § Selected discography» в англ. разделе.